# Ministerio de Agricultura y Ganadería
El Ministerio de Agricultura y Ganadería de Ecuador es la cartera de Estado encargada de la agricultura y ganadería de la República del Ecuador. El ministerio fue creado en 1938 por el presidente Aurelio Mosquera Narváez.